# Іллінецький район
Ілліне́цький райо́н — колишній район Вінницької області в Україні. В чинних на момент ліквідації кордонах сформувався у 1980 році і займав територію 914,5 км², або 3,45 % території області. Адміністративний центр району — місто Іллінці, де проживає 11 335 осіб. У районі, крім міста Іллінці, розташоване селище міського типу Дашів, де мешкає 3 897 жителів, та 52 села з населенням 22 059 осіб (01.01.2017).

## Географія
Район розташований у північно-східній частині Вінницької області і межує з Гайсинським, Немирівським, Оратівським, Липовецьким районами та Монастирищенським районом Черкаської області.
Він знаходиться на Волинсько-Подільському кристалічному масиві і частині древнього Сарматського моря. А тому по всій території району у великій кількості зустрічаються кристалічні породи — граніт, гнейс, пісковик, а з осадових порід — різноманітні глини.
Особливо цінними є каолінові глини — будівельні, вогнетривкі, керамічні. Місцями зустрічаються вапнякові породи, опока — кварцові утворення, трепел, що використовуються для кольорових цементів та шліфувальних верстатів, точил, брусків (раніше використовувалися і на жорнах).
В обмеженій кількості зустрічається торф, мінеральні води.
Промислова розробка з виявлених родовищ ведеться в Кальницькому гранкар'єрі, потужність якого при стабільній роботі становить 250 тис. м/куб щебеню в рік. Другим родовищем, яке визначено та затверджено Державною комісією, крім гранкар'єра, є Іллінецький кар'єр будівельної глини, на якому працює ТОВ «Іллінцібудматеріали».
Каолінові глини можливо будуть мати використання в майбутньому. Нині в зв'язку з відсутністю програми по розвитку цих родовищ, відсутністю програми використання цієї сировини каолінові родовища не розробляються.
Користується попитом, не тільки в районі, але і за його межами столова природна вода, яка видобувається в смт. Дашеві з глибини 104 метрів.
Район розташований на кордоні лісу і степу в смузі лісостепів і тому великим природним багатством Іллінеччини є ліси з породами дуб, ясен, граб, клен та осика.

## Адміністративний устрій
Район адміністративно-територіально поділяється на 1 міську раду, 1 селищну раду та 22 сільські ради, які об'єднують 54 населені пункти та підпорядковані Іллінецькій районній раді. Адміністративний центр — місто Іллінці.

## Населення
Розподіл населення за віком та статтю (2001)
| Стать | Всього | До 15 років | 15-24 | 25-44 | 45-64 | 65-85 | Понад 85 |
| --- | ------ | ----------- | ----- | ----- | ----- | ----- | -------- |
| Чоловіки | 19 573 | 4293        | 2589  | 5717  | 4657  | 2229  | 88       |
| Жінки | 22 945 | 3912        | 2510  | 5630  | 5814  | 4641  | 438      |
| \| Статево-вікова піраміда \| Статево-вікова піраміда \| Статево-вікова піраміда \| \| ----------------------- \| ----------------------- \| ----------------------- \| \| Чоловіки \| Вік \| Жінки \| \| 88 \| 85 + \| 438 \| \| 116 \| 80-84 \| 588 \| \| 518 \| 75-79 \| 1258 \| \| 743 \| 70-74 \| 1574 \| \| 852 \| 65-69 \| 1221 \| \| 1442 \| 60-64 \| 2046 \| \| 865 \| 55-59 \| 1231 \| \| 1160 \| 50-54 \| 1244 \| \| 1190 \| 45-49 \| 1293 \| \| 1411 \| 40-44 \| 1328 \| \| 1413 \| 35-39 \| 1377 \| \| 1461 \| 30-34 \| 1369 \| \| 1432 \| 25-29 \| 1556 \| \| 1119 \| 20-24 \| 1158 \| \| 1470 \| 15-20 \| 1352 \| \| 1643 \| 10-14 \| 1521 \| \| 1471 \| 5-9 \| 1323 \| \| 1179 \| 0-4 \| 1068 \| |        |             |       |       |       |       |          |
| Статево-вікова піраміда |        |             |       |       |       |       |          |
| Чоловіки | Вік    | Жінки       |       |       |       |       |          |
| 88 | 85 +   | 438         |       |       |       |       |          |
| 116 | 80-84  | 588         |       |       |       |       |          |
| 518 | 75-79  | 1258        |       |       |       |       |          |
| 743 | 70-74  | 1574        |       |       |       |       |          |
| 852 | 65-69  | 1221        |       |       |       |       |          |
| 1442 | 60-64  | 2046        |       |       |       |       |          |
| 865 | 55-59  | 1231        |       |       |       |       |          |
| 1160 | 50-54  | 1244        |       |       |       |       |          |
| 1190 | 45-49  | 1293        |       |       |       |       |          |
| 1411 | 40-44  | 1328        |       |       |       |       |          |
| 1413 | 35-39  | 1377        |       |       |       |       |          |
| 1461 | 30-34  | 1369        |       |       |       |       |          |
| 1432 | 25-29  | 1556        |       |       |       |       |          |
| 1119 | 20-24  | 1158        |       |       |       |       |          |
| 1470 | 15-20  | 1352        |       |       |       |       |          |
| 1643 | 10-14  | 1521        |       |       |       |       |          |
| 1471 | 5-9    | 1323        |       |       |       |       |          |
| 1179 | 0-4    | 1068        |       |       |       |       |          |

Національний склад населення за даними перепису 2001 року:
| Національність | Кількість осіб | Відсоток |
| -------------- | -------------- | -------- |
| українці       | 41512          | 97,63 %  |
| росіяни        | 628            | 1,48 %   |
| цигани         | 113            | 0,27 %   |
| молдовани      | 60             | 0,14 %   |
| білоруси       | 46             | 0,11 %   |
| інші           | 160            | 0,38 %   |

Мовний склад населення за даними перепису 2001 року:
| Мова       | Кількість осіб | Відсоток |
| ---------- | -------------- | -------- |
| українська | 41712          | 98,10 %  |
| російська  | 574            | 1,35 %   |
| циганська  | 97             | 0,23 %   |
| молдовська | 39             | 0,09 %   |
| вірменська | 31             | 0,07 %   |
| інші       | 66             | 0,16 %   |

Станом на 01.01.2015 року загальна чисельність жителів в районі становить 37,8 тис. осіб, з них міського населення — 15,2 тис. осіб (38,0 %), сільського — 24,8 тис. осіб (62,0 %). Кількість населення працездатного віку становить 19,0 тис. осіб, із них зайняті у сфері економічної діяльності 7,8 тис. осіб, підприємництва 2,7 тис. осіб.

## Економіка

### Промисловий комплекс
У структурі промисловості району основне місце належить харчовій галузі (98 %), серед якої молокопереробна і цукрова займають провідні місце. В районі на 2016 рік працювали виробничі Іллінецького цукрового заводу — ТОВ «Вінпромтех», виробничою потужністю відповідно 11,6 та 4,4 тис. тонн переробки цукросировини на добу.
Іллінецького молочного заводу ТОВ «Люстдорф» працює без перерви з 1934 року. З 4 лютого 1997 року у формі товариства з обмеженою відповідальністю як фірма «Люстдорф». Спеціалізується на виробництві молока тривалого зберігання, вершків, масла, кисломолочної продукції. У 2014 році продовжувалось освоєння інвестицій що дало можливість збільшити потужність підприємства по переробці 400 тонн молока на добу. В 2011 році, уведено в дію цех, по виробництву сухого молока. В 2104 році на підприємстві почалось виробництво кисломолочної продукції. Питома вага підприємства у загальному промисловому виробництві становить 79,4 %. Темп росту виробництва з початку 2014 року склав 99 %. Велика увага приділяється ефективному використанню природних ресурсів. В грудні 2013 року на підприємстві запущені найсучасніші очисні споруди.
ТОВ «Іллінцібудматеріали» або Іллінецький цегельний завод виробляє будівельну цеглу. Потужність цегельного заводу 10 млн штук за рік. У зв'язку із сезонністю попиту на продукцію, підприємство працює сезонно (квітень-жовтень). Проте, за останніх три роки підприємство нарощує обсяги виробництва до рівня докризових потужностей.
Приватне підприємство «Ремсільмаш» надає послуги з ремонту сільськогосподарської техніки. Темп виробництва до попереднього року склав 139 відсотків.
ВАТ «Дашівський ремонтно-механічний завод» спеціалізується на випуску обладнання хлібопекарських підприємств, запчастин до сільгоспмашин, освоєно виробництво ливарних виробів. На сьогодні підприємство виробляє ливарну продукцію та надає послуги з обробки металу. Внаслідок обсяги виробництва зросли в чотири рази.
ВАТ «Сорочанський мірошник» потужністю переробки 100 тонн зерна. На сьогодні йде активна реконструкція підприємства у 2017 році планується запустити нові зерносховища.

### Сільське господарство
Іллінецький район є аграрно-промисловим районом. Питома вага аграрного сектору в загальному виробництві становить від 22 до 45 відсотків в залежності по роках.
Площа сільськогосподарських угідь по всіх категоріях власників землі та землекористувачів становить 66,8 тис. га, в тому числі ріллі (на 2006 рік) 57.0 тис. га, сіножатей 1.8 тис. га, пасовищ 6,1 тис. га, багаторічних насаджень 1,9 тис. га.
Станом на 1 січня 2006 року в районі працює 59 сільськогосподарських суб'єктів підприємницької діяльності, із них 24 сільськогосподарських товариств з обмеженою відповідальністю, 1 товариство з додатковою відповідальністю, 2 орендно-приватних підприємства, 2 сільськогосподарських виробничих кооперативи, 4 сільськогосподарських відкритих акціонерних товариства, 1 державне підприємство (науково-дослідне Вінницького державного аграрного університету) та 35 селянсько-фермерських господарств. Середньоспискова чисельність працівників у сільськогосподарському виробництві становить 2,2 тис.чоловік.
Найпоширенішими ґрунтами на території району є сірі лісові опідзолені та чорноземи типові глибокі. Ці ґрунтові відміни мають такі агрохімічні характеристики: сірі лісові — вміст гумусу — 1,5 — 2,5 %; азоту — 6,0 — 8,0 мг/ 100 г ґрунту; фосфору — 6,5 — 10,5 мг/ 100 г ґрунту; калію — 7,3 — 10,0 мг/ 100 г ґрунту; рН — 5,3 — 5,5. чорноземи — вміст гумусу — 4,5 — 5,5 %; азоту — 11,0 −12,0 мг/ 100 г ґрунту; фосфору — 14,0 — 15,5 мг/ 100 г ґрунту; калію — 10,0 — 11,0 мг/ 100 г ґрунту; рН — 6,5 — 6,5.
За сумою середньодобових температур за період з температурою вище 10º і гідротермічному коефіцієнту, як показнику вологозабезпеченості за той же період, територія Іллінецького району відноситься до другого агро кліматичного району.
За багаторічними даними кліматичні показники цього агро кліматичного району в середньому за рік становлять: 1) сума позитивних температур (вище 10º) — 2671º — 2780º ; 2) тривалість безморозного періоду — 141 — 147 днів; 3) середньорічна температура — 6,7º — 7,0º; 4) тривалість вегетаційного періоду — 199 205 днів; 5) сума опадів зарік — 534 — 540 мм; 6) сума опадів за вегетаційний період — 369 — 425 мм; 7) сума ефективних температур (вище +5º) за період вегетації — 1949º — 2059º.
Гідротермічний коефіцієнт (сума опадів за період з температурою вище 10º поділена на зменшену в десять разів суму температур за цей же період) становить 1,7.
Середні запаси продуктивної вологи в 0- 20 см шарі ґрунту, під час сівби озимих культур становить 25 — 40 мм.
Під час сівби ярих в 0 — 20 см шарі ґрунту запаси продуктивної вологи становлять 35 — 40 мм, в метровому — 160 — 190 мм.
Наведена характеристика кліматичних умов свідчить, що клімат другого помірно — теплого і вологого агрокліматичного району, в межах якого знаходиться територія Іллінецького району, в цілому сприятливий для вирощування всіх районованих сільськогосподарських культур.
Основною спеціалізацією сільськогосподарських суб'єктів господарювання всіх форм власності в рослинництві є вирощування зернових культур та цукрових буряків, в тваринництві -виробництво м'яса та молока.
В загальній структурі посівних площ у 2006 році зернові займали 60,9 %., цукрові буряки — 8,0 %, соняшник — 4,8 %.
У районі за 2006 рік господарствами вироблено 78,9 тис. тонн зернових, 82 тис. тонн цукрових буряків, 63,3 тис. тонн картоплі, 1,8 тис. тонн овочів, 4,4 тис. тонн насіння соняшнику, 0,5 тис. тонн м'яса, 4,5 тис. тонн молока.
Станом на 01.12.2006 року поголів'я ВРХ становить 4726 гол., в тому числі корів — 1589 гол. Чисельність свиней становить 3487 гол.
Загальний підсумок роботи сільськогосподарського виробництва за 2006 рік
(за попередніми розрахунками) складе 3,9 млн грн. прибутку.

### Будівництво
У районі працюють 5 будівельно-монтажних організацій. Це — ВАТ «Іллінецьке ПБМП-5», ТОВ «Райагробуд», ТОВ «Спецагробуд», ТОВ «Аграрник», філія «Райавтодор».
Інвестиції в основний капітал за січень — вересень 2006 року становлять 7,7 млн грн., в тому числі витрати на здійснення будівельно-монтажних робіт 2,1 млн грн.
Введено в дію 5,2 тис. кв. метрів житлової площі (37 будинків).

## Транспорт
Залізничні перевезення здійснюються зі станції Дашівська та із зупинного пункту Криштопівка поїздом Вінниця — Гайворон. У районі існують також під'їзні колії до підприємств.
Автошляхи: Т 0221, Т 0228, Т 0234 та Т 0606.

## Соціально-культурна сфера
Медичне обслуговування жителів району здійснює Іллінецьке районне медичне територіальне об'єднання, в склад якого входить 3 лікарні, 3 медичних амбулаторії та 38 фельдшерсько-акушерських пунктів. Ліжковий фонд становить 230 одиниць.
У районі діє: 85 закладів культури, із них будинків культури, клубів − 40, 34 бібліотек, 2 дитячі школи естетичного виховання, 8 музеїв (на громадських засадах), 1 народний краєзнавчий музей.
У районі функціонує 39 середніх загальноосвітніх шкіл, в яких навчається 5349 учнів. Крім того, на території району розташований Іллінецький коледж Вінницького державного аграрного університету, де навчається 904 студенти, майбутніх спеціалістів сільського господарства, діють дитячо-юнацька спортивна школа, будинок дитячої та юнацької творчості. Функціонують 26 дитячих дошкільних закладів на 1286 місць(23 дитячих садки та 3 школи-садки).

## Політика
25 травня 2014 року відбулися Президентські вибори України. У межах Іллінецького району було створено 56 виборчих дільниць. Явка на виборах складала — 75,99 % (проголосували 22 565 із 29 696 виборців). Найбільшу кількість голосів отримав Петро Порошенко — 67,94 % (15 330 виборців); Юлія Тимошенко — 16,00 % (3 611 виборців), Олег Ляшко — 5,30 % (1 195 виборців), Анатолій Гриценко — 4,56 % (1 029 виборців). Решта кандидатів набрали меншу кількість голосів. Кількість недійсних або зіпсованих бюлетенів — 0,62 %.

## Міжнародне співробітництво
В серпні 2005 року Іллінецький район і Влощовський повіт, Свентокшиське воєводство, Республіка Польща підписали договір про співробітництво.
З вересня 2013 року Іллінецький район співпрацює в рамках Єврорегіону Дністер з Єдинецьким районом, Республіки Молдова. Було підписано ряд документів про співробітництво у сферах: самоврядування, освітньої сфери, охорони здоров'я та промислової і інвестиційної політики. Місто Купчінь уклало із селищем Дашів договір про партнерські відносини (міста-побратими).
| Регіон-партнер    | Країна  | Дата угоди      |
| ----------------- | ------- | --------------- |
| Влощовський повіт | Польща  | 23 серпня 2005  |
| Єдинецький район  | Молдова | 10 вересня 2013 |

## Пам'ятки
- Пам'ятки архітектури Іллінецького району
- Пам'ятки історії Іллінецького району
- Пам'ятки археології Іллінецького району

## Персоналії
- Тимко Падура (1801—1871) — польсько-український поет, композитор та торбаніст, автор відомої польсько-української пісні Hej, sokoły.
- Северин Гощинський (1801—1876) — польський громадський діяч, революціонер-письменник і поет-романтик, представник «української школи» в польській літературі.
- Петро Ніщинський (1832—1896) — український композитор і поет-перекладач, дід актора Вадима Левицького.
- Микола Левитський (1883—1939) — український громадянський та політичний діяч УЦР і УНР, дипломат.
- Ярослав Івашкевич (1894—1980) — польський письменник, перекладач і громадський діяч.
- Іван Бойко (1910—1975) — радянський офіцер-танкіст, двічі Герой Радянського Союзу. У роки радянсько-німецької війни — командир танкового полку і бригади 1-ї танкової армії 1-го Українського фронту, гвардії майор.
- Йосип Позичанюк (1913—1944) — Держсекретар інформації і пропаганди в УДП, голова Бюро інформації УГВР, полковник УПА.
- Анатолій Франчук (1935) — український політик, народний депутат II, III і IV скликань, 4-й Прем'єр-Міністр Криму (1994—1998), голова Ради міністрів АР Крим (1997—1998).
- Володимир Буткевич (1946) — український учений-правник, народний депутат II скликання, суддя Європейського Суду з прав людини (1998—2008)